# Gismondina
La gismondina è un minerale, un silicato (tettosilicato) appartenente al gruppo delle zeoliti.
Prende il nome dal mineralogista italiano Carlo Giuseppe Gismondi (1773-1852) che fu il primo a descriverla nel 1817.

## Morfologia
La gismondina si presenta con cristalli pseudo-ottaedrici, in druse, incrostazioni, o in aggregati raggiati. Possiede un abito cristallino caratteristico che la distingue facilmente dalla cabasite che forma dei romboedri pseudocubici. La lunghezza dei cristalli raramente supera il mezzo centimetro.

## Origine e giacitura
Si forma nelle cavità delle rocce vulcaniche, nei basalti porfiritici e nei basalti olivinici, spesso associata ad altre zeoliti: phillipsite, garronite, thomsonite, levyna, natrolite o a calcite.

## Località di rinvenimento
Si rinviene nei basalti dei fiordi dell’ovest in Islanda,, in Germania nella regione del Rhineland-Palatinato, in Italia nei tufi vulcanici di Capo di Bove (Roma)

## Usi
Minerale d’interesse scientifico e collezionistico